# Promachus nicobarensis
Promachus nicobarensis är en tvåvingeart som beskrevs av Ignaz Rudolph Schiner 1868. Promachus nicobarensis ingår i släktet Promachus och familjen rovflugor. Inga underarter finns listade i Catalogue of Life.